# Stor är din trofasthet (musikalbum)
Stor är din trofasthet är ett studioalbum av Göran Stenlund, utgivet 1985 på Prim Records. På albumet medverkar Barbro Karlsson, Inger Heinerborg, Hasse Hallström, Jan Holmgren och Barbro Nyman. Producent för albumet var Gun-Britt Holgersson och arrangör var David Maddux.

## Låtlista
Sida A
1. Det namnet är allt för mig
2. All fröjd jag har i Jesus
3. Ljuvligt och kärleksfullt
4. Det är gott att tro på Jesus
5. Medley: Jesus är min gode Herde - Gud leder de sina framåt
6. Förunderlig nåd

Sida B
1. Medley: I lustgården - Jag har frid i min själ - Stor är din trofasthet
2. Tänk, när jag min Herre skådar
3. Jag har hört om en stad
4. Jesus, håll mig vid ditt kors
5. Medley: På en avlägsen höjd - På Golgata jag tänker

### Fotnoter
1. ↑  Stor är din trofasthet på Svensk mediedatabas
2. ↑  Stor är din trofasthet på Svensk mediedatabas
3. 1 2 3  ”Göran Stenlund – Stor är din trofasthet”. Discogs. https://www.discogs.com/G%C3%B6ran-Stenlund-Stor-%C3%84r-Din-Trofasthet/release/9793539. Läst 20 oktober 2020.